# Elkhorn, Nebraska
Elkhorn är en före detta kommun i Douglas County i delstaten Nebraska i USA. Sedan 2007 är Elkhorn en del av staden Omaha. År 2000 hade kommunen Elkhorn 6 062 invånare. Orten är uppkallad efter Elkhorn River, en biflod till Platte River.